# Mário Viegas
Pour les articles homonymes, voir Viegas.
António Mário Lopes Pereira Viegas est un acteur portugais né le 10 novembre 1948 à Santarém et mort à Lisbonne le 1er avril 1996.